# Nechisarnattskärra

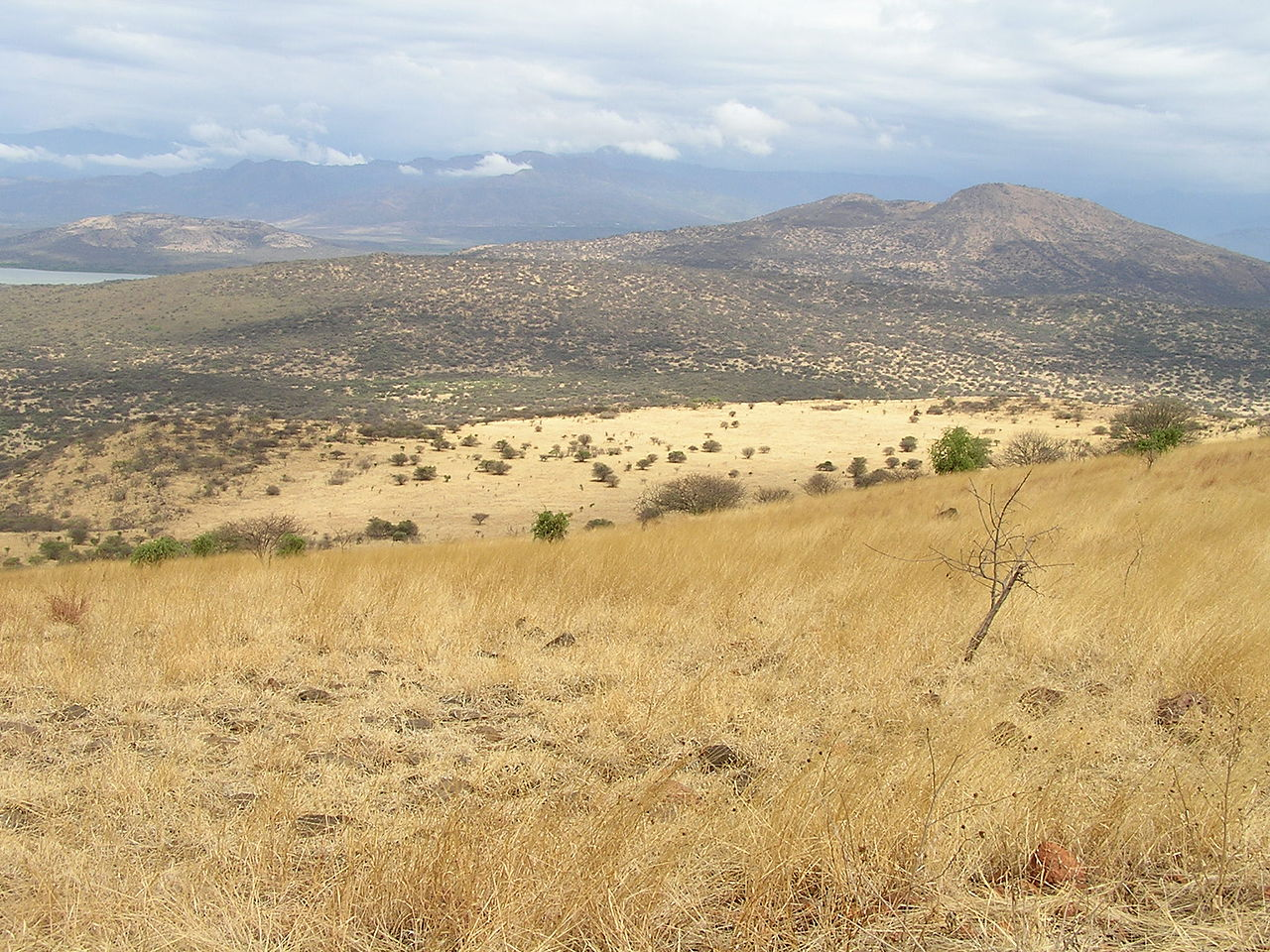
Här på Nechisarslätten i södra Etiopien hittades det hittills enda kända exemplaret av arten.

Nechisarnattskärra (Caprimulgus solala) är en fågel i familjen nattskärror som lever enbart i Etiopien.

## Utseende
Artens utseende är oklar med tanke på att den endast är säkert känd från endast ett exemplar. Den tros dock vara relativt mörk och otecknad likt honor hos flaggnattskärra. Exemplaret hade vita spetsar på åtminstone de två yttersta stjärtpennorna, en rundad vinge och vingtäckarna märkta med stora beigefärgade fläckar. Vidare syns ett brett beigevitt band nästan halvvägs ut på ytterdelen av vingen tvärs över de fyra yttre handpennorna, på den yttersta endast över innerfanet, det vill säga ovanligt långt ut. Lätet är okänt.

## Utbredning och systematik
Fågeln är endast känd med säkerhet från ett trafikdödat exemplar funnen på den närmast trädlösa Nechisarslätten i södra Etiopien. Flera möjliga observationer har gjorts på slätten under tre nätter i april 2009.

## Status
IUCN kategoriserar arten som sårbar.